# Lycosphingia hollandi
Lycosphingia hollandi är en fjärilsart som beskrevs av Clark 1916. Lycosphingia hollandi ingår i släktet Lycosphingia och familjen svärmare. Inga underarter finns listade i Catalogue of Life.